# آدم‌برفی (فیلم ۲۰۱۷)
آدم‌برفی (انگلیسی: The Snowman) فیلمی در ژانر درام، جنایی، رازآلود و دلهره آور است که از سوی یونیورسال استودیوز در ۱۳ اکتبر ۲۰۱۷ منتشر شد. این فیلم براساس رمانی به همین نام اثر یو نسبو ساخته شده‌است. از بازیگران آن می‌توان به مایکل فاسبندر، ربکا فرگوسن، شارلوت گنزبور، وال کیلمر، جی. کی. سیمونز، توبی جونز، دیوید دنسیک، رونان ویبرت، جیمی کلیتون، جیمز دارسی، جنویو اورایلی، پیتر دال اشاره کرد.

## داستان فیلم
یک کارآگاه پلیس نروژی به نام هَـری هُـل است که شروع به تحقیق برای پیدا کردن یک قاتل سریالی می‌کند. اما اتفاقاتی عجیب باعث ایجاد خلل در روند پیگیری پرونده می‌شوند و…